# 北牟婁郡
北牟婁郡（日语：／ Kitamuro gun */?）為位於日本三重縣南部的郡。
現僅轄有以下1町：
- 紀北町

在1879年實施郡區町村編制法時的轄區還包括現在的尾鷲市的北半部地區和大紀町的南部部分地區。

## 歷史
過去最初屬於志摩國英虞郡，直到1582年才由當時的新宮城城主堀內氏善和伊勢國司北畠信雄議定以荷坂峠為界，將以西的這片區域歸入紀伊國牟婁郡。
江戶時代後成為紀州德川家紀州藩領地；19世紀末明治維新實施廢藩置縣後一度隸屬和歌山縣，1872年的第一次府縣整併後，將原屬牟婁郡位於熊野川已被的區域劃入度會縣，1876年第二次府縣整併後再被併入三重縣。
1879年實施郡區町村編製法時，正式從牟婁郡分出設置近代的行政區劃「北牟婁郡」，並在尾鷲南浦（位於現在的尾鷲市）設置郡役所。

### 沿革

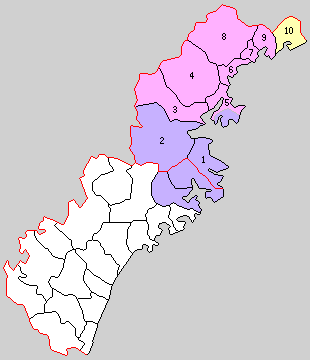
1889年北牟婁郡轄下的行政區劃：
1.九鬼村、2.尾鷲町、3.相賀村、4.船津村、5.引本村、6.三野瀨村、7.長島村、8.赤羽村、9.二鄉村、10.錦村
（紫色：現屬尾鷲市、桃：現屬紀北町、黃：現屬度會郡大紀町）

- 1889年4月1日：實施町村制，北牟婁郡下設：九鬼村（日语：九鬼村）、尾鷲町（日语：尾鷲町）、相賀村（日语：相賀町）、船津村（日语：船津村 (三重県)）、引本村（日语：引本町）、三野瀨村（日语：三野瀬村）、長島村（日语：紀伊長島町）、赤羽村（日语：赤羽村 (三重県)）、二鄉村（日语：二郷村）、錦村（日语：錦町 (三重県)）。（1町9村）
- 1897年5月31日（1町11村）
  - 引本村的島勝浦地區和白浦地區分出設立為桂城村（日语：桂城村）。[2]
  - 引本村的須賀利浦地區分出設立為須賀利村（日语：須賀利村）。[2]
- 1897年9月1日：實施郡制（日语：郡制）。
- 1899年2月2日：引本村改制為引本町（日语：引本町）。[2]（2町10村）
- 1899年2月21日：長島村改制為長島町（日语：紀伊長島町）。[2]（3町9村）
- 1909年10月18日：九鬼村的行野浦地區被併入尾鷲町。
- 1923年4月1日：廢除郡會和郡參事會。
- 1926年7月1日：廢除郡役所，此後郡不再作為行政區劃，只作為地名的表示。
- 1928年11月3日：相賀村改制為相賀町（日语：相賀町）。[2]（4町8村）
- 1940年11月10日：錦村改制為錦町（日语：錦町 (三重県)）。（5町7村）
- 1950年12月15日：二鄉村被併入長島町。[2]（5町6村）
- 1954年6月20日：尾鷲町、須賀利村、九鬼村和南牟婁郡北輪內村（日语：北輪内村）、南輪內村（日语：南輪内村）合併為尾鷲市[3]，同時脫離北牟婁郡。（4町4村）
- 1954年8月1日：引本町、相賀町、船津村、桂城村合併為海山町（日语：海山町）。[2]（3町2村）
- 1955年1月1日：長島町和三野瀨村合併為新設立的長島町。[2]（3町1村）
- 1955年2月5日：赤羽村被併入長島町。（3町）
- 1957年2月1日：錦町和度會郡柏崎村（日语：柏崎村 (三重県)）合併為紀勢町（日语：紀勢町）（後於2005年合併為大紀町），屬度會郡。（2町）
- 1970年8月1日：長島町改名為紀伊長島町。[2]
- 2005年10月11日：紀伊長島町和海山町合併為紀北町。[2]（1町）

### 變遷表
| 1889年4月1日     | 1889年 - 1912年            | 1912年 - 1944年            | 1945年 - 1954年                  | 1955年 - 1989年                  | 1955年 - 1989年                  | 1989年 - 現在                    | 現在                             |
| ---------------- | -------------------------- | -------------------------- | -------------------------------- | -------------------------------- | -------------------------------- | -------------------------------- | -------------------------------- |
| 度會郡瀧原村     | 度會郡瀧原村               | 度會郡瀧原村               | 1940年2月11日 改制為度會郡瀧原町 | 1956年9月30日 合併為度會郡大宮町 | 1956年9月30日 合併為度會郡大宮町 | 2005年2月14日 合併為度會郡大紀町 | 2005年2月14日 合併為度會郡大紀町 |
| 度會郡七保村     |                            |                            |                                  | 1956年9月30日 合併為度會郡大宮町 | 1956年9月30日 合併為度會郡大宮町 | 2005年2月14日 合併為度會郡大紀町 | 2005年2月14日 合併為度會郡大紀町 |
| 度會郡大內山村   |                            |                            |                                  |                                  |                                  | 2005年2月14日 合併為度會郡大紀町 | 2005年2月14日 合併為度會郡大紀町 |
| 度會郡柏崎村     | 度會郡柏崎村               | 度會郡柏崎村               | 度會郡柏崎村                     | 1957年2月1日 合併為度會郡紀勢町  | 1957年2月1日 合併為度會郡紀勢町  | 2005年2月14日 合併為度會郡大紀町 | 2005年2月14日 合併為度會郡大紀町 |
| 錦村             | 錦村                       | 1940年11月10日 改制為錦町  | 1940年11月10日 改制為錦町        | 1957年2月1日 合併為度會郡紀勢町  | 1957年2月1日 合併為度會郡紀勢町  | 2005年2月14日 合併為度會郡大紀町 | 2005年2月14日 合併為度會郡大紀町 |
| 長島村           | 1899年2月21日 改制為長島町 | 1899年2月21日 改制為長島町 | 1899年2月21日 改制為長島町       | 1955年1月1日 合併為長島町        | 1970年8月1日 改名為紀伊長島町    | 2005年10月11日 合併為紀北町      | 2005年10月11日 合併為紀北町      |
| 二鄉村           | 二鄉村                     | 二鄉村                     | 1950年12月15日 併入長島町        | 1955年1月1日 合併為長島町        | 1970年8月1日 改名為紀伊長島町    | 2005年10月11日 合併為紀北町      | 2005年10月11日 合併為紀北町      |
| 三野瀨村         |                            |                            |                                  | 1955年1月1日 合併為長島町        | 1970年8月1日 改名為紀伊長島町    | 2005年10月11日 合併為紀北町      | 2005年10月11日 合併為紀北町      |
| 赤羽村           | 赤羽村                     | 赤羽村                     | 赤羽村                           | 1955年2月5日 併入長島町          | 1970年8月1日 改名為紀伊長島町    | 2005年10月11日 合併為紀北町      | 2005年10月11日 合併為紀北町      |
| 相賀村           | 相賀村                     | 1928年11月3日 改制為相賀町 | 1954年8月1日 合併為海山町        | 1954年8月1日 合併為海山町        | 1954年8月1日 合併為海山町        | 2005年10月11日 合併為紀北町      | 2005年10月11日 合併為紀北町      |
| 船津村           |                            |                            | 1954年8月1日 合併為海山町        | 1954年8月1日 合併為海山町        | 1954年8月1日 合併為海山町        | 2005年10月11日 合併為紀北町      | 2005年10月11日 合併為紀北町      |
| 引本村           | 1899年2月2日 改制為引本町  | 1899年2月2日 改制為引本町  | 1954年8月1日 合併為海山町        | 1954年8月1日 合併為海山町        | 1954年8月1日 合併為海山町        | 2005年10月11日 合併為紀北町      | 2005年10月11日 合併為紀北町      |
| 引本村           | 1897年5月31日 桂城村       |                            | 1954年8月1日 合併為海山町        | 1954年8月1日 合併為海山町        | 1954年8月1日 合併為海山町        | 2005年10月11日 合併為紀北町      | 2005年10月11日 合併為紀北町      |
| 引本村           | 1897年5月31日 須賀利村     | 1897年5月31日 須賀利村     | 1954年6月20日 合併為尾鷲市       | 1954年6月20日 合併為尾鷲市       | 1954年6月20日 合併為尾鷲市       | 1954年6月20日 合併為尾鷲市       | 1954年6月20日 合併為尾鷲市       |
| 尾鷲町           | 尾鷲町                     | 尾鷲町                     | 1954年6月20日 合併為尾鷲市       | 1954年6月20日 合併為尾鷲市       | 1954年6月20日 合併為尾鷲市       | 1954年6月20日 合併為尾鷲市       | 1954年6月20日 合併為尾鷲市       |
| 九鬼村           | 1909年10月18日 併入尾鷲町  | 尾鷲町                     | 1954年6月20日 合併為尾鷲市       | 1954年6月20日 合併為尾鷲市       | 1954年6月20日 合併為尾鷲市       | 1954年6月20日 合併為尾鷲市       | 1954年6月20日 合併為尾鷲市       |
| 九鬼村           | 九鬼村                     |                            | 1954年6月20日 合併為尾鷲市       | 1954年6月20日 合併為尾鷲市       | 1954年6月20日 合併為尾鷲市       | 1954年6月20日 合併為尾鷲市       | 1954年6月20日 合併為尾鷲市       |
| 南牟婁郡北輪內村 |                            |                            | 1954年6月20日 合併為尾鷲市       | 1954年6月20日 合併為尾鷲市       | 1954年6月20日 合併為尾鷲市       | 1954年6月20日 合併為尾鷲市       | 1954年6月20日 合併為尾鷲市       |
| 南牟婁郡南輪內村 |                            |                            | 1954年6月20日 合併為尾鷲市       | 1954年6月20日 合併為尾鷲市       | 1954年6月20日 合併為尾鷲市       | 1954年6月20日 合併為尾鷲市       | 1954年6月20日 合併為尾鷲市       |